# Тудор Аргезі
Ту́дор Арге́зі (рум. Tudor Arghezi; нар. 1880, Бухарест) — румунський письменник, академік Румунської академії наук (від 1955).
Народився в Бухаресті.
Перші твори надрукував 1896 року. Деякий час перебував під впливом модернізму. У збірці «Необхідні слова», «Квіти плісняви», «Вечірні пісеньки» писав про виродження буржуазного суспільства. У 1940-их роках відкрито виступав проти фашизму. У вірші «А тепер — до діла!» (1945) в алегоричній формі оспівав перемогу над гітлерівцями. У 1955—1956 роках вийшли книга віршів для дітей «Пасіка», філософська поема «Пісня людині» та цикл «1907» про революційні події 1907 в Румунії; 1957 — поетична збірка «Строкаті вірші».